# Galatisch
Het Galatisch is een uitgestorven Keltische taal, die ooit gesproken werd in Galatië, een gebied gelegen in Anatolië, het huidige Turkije. Vermoedelijk bestond ze van de 3e eeuw v.Chr. tot de 4e eeuw n.C. Het is een Vasteland-Keltische taal, die mogelijk een dialect was van het Gallisch.
Het Galatisch is enkel bekend van enkele glossen, korte commentaren in teksten van klassieke schrijvers en enkele inscripties. Tezamen gaat het om een corpus van 120 woorden, vooral persoonsnamen. 
De taal zou ooit het Frygisch hebben verdrongen vanuit haar gebied, maar bronnen hiervoor zijn er (bijna) niet.